# Resebyrå
En resebyrå är ett företag som säljer resor, övernattning och andra resetjänster, antingen egna eller som agent för olika tjänstehållare som flygbolag, hotell, hyrbilsfirmor etc.
Fler och fler resebyråer övergår från att sköta merförsäljning av resor via butik till att istället fokusera på Internet som försäljningskanal. Resebyråerna har varit snabba på att tillvarata möjligheterna med ny teknik och satsa på användarvänlighet för att tillmötesgå sina kundgruppers önskemål. I dagsläget finns alla stora svenska resebyråer representerade på Internet.
Det finns tidiga exempel på företag som underlättade livet för resenärer. Men de första av dagens resebyråer tillkom i mitten av 1800-talet. Engelsmannen Thomas Cook ges vanligen äran av att ha grundat den allra första egentliga resebyrån.